# Резолюция 172 на Съвета за сигурност на ООН
Резолюция 172 на Съвета за сигурност на ООН е приета единодушно на 26 юли 1962 г. по повод кандидатурата на Руанда за членство в ООН. С Резолюция 172 Съветът за сигурност препоръчва на Общото събрание на ООН Руанда да бъде приета за член на Организацията на обединените нации.